# Бернабе Лопес Кале
Бернабе Лопес Кале (на испански: Bernabé López Calle) е испански анархист, известен също като Команданте Абрил или Фернандо Абрил, който участва в Гражданската война в Испания и по-късно в партизанската кампания на испанските Маки.
През 1940 г. ръководи партизаните в Южна Андалусия, от Сиера де Ронда и Грасалема до Кампо де Гибралтар.

## Биография
Роден е в Монтехаке, малък град в Малага в Серания де Ронда. През февруари 1921 г. заминава за задължителна военна служба и е изпратен да се бие в Рифската война, малко преди битката при Аннуал. В Африка се научава да борави с оръжие и е повишен в ефрейтор, а по-късно и в сержант от резерва. По-късно Бернабе се завръща в родния си град и се жени. Има три деца: Мигел, Антония и Роса. В разгара на диктатурата на Мигел Примо де Ривера Бернабе се присъединява към Гражданската гвардия. Постъпва в корпуса като втори кавалерийски гвардеец. Барселона, провинция Севиля и Антекера (Малага) са дестинациите, където той служи като гвардеец и именно тази последна дестинация го кара да остане в републиканската зона.

### Гражданската война
В началото на Гражданската война остава верен на правителството на републиката и е назначен от своите командири за връзка между силите на републиката и кметството на Антекера. Брат му Педро Лопес е кмет на Монтехаке и член на Национална конфедерация на труда и в първите дни на войната той организира колона за контрол на Сиера де Ронда. Бернабе също се присъединява към Националната конфедерация на труда в първите дни на войната нещо, което не е възможно, докато е в Гражданската гвардия.
Малага е превзета от бунтовническите сили в началото на 1937 г. и Бернабе става част испанската републиканска армия и заедно с братята си заминава за фронта в Теруел. Съпругата и децата му се установяват в Хонрубия, провинция Куенка. По-късно той командва 61-ва смесена бригада в района на Теруел.
Повишен в командир и през юни 1938 г. е на Мадридския фронт в района на Гуадалахара, командвайки 17-ти картечен батальон на 70-та смесена бригада с анархистично мнозинство и част от 14-та дивизия на Сиприано Мера. За кратко командва и 98-ма смесена бригада и 136-та смесена бригада. Превратът на Касадо кара Бернабе да ръководи 70-та смесена бригада, тъй като Мера подкрепя преврата и Бернабе е един от неговите доверени хора. Въпреки успеха на преврата за отнемане на властта от Хуан Негрин и комунистите, мир не е договорен и те се предават. Бернабе разпуска 70-та смесена бригада и напуска Мадрид.
Той не заминава в изгнание като много републикански бойци, вместо това се мести в Хонрубия със семейството си, където се представя на новите власти. Изправен е пред съд, хвърлен в затвора и изключен от Гражданската гвардия. В крайна сметка възстановява свободата си и се връща в Монтехаке, но оплакване от фалангист предизвиква издирване и издаване на заповед за арест срещу него.

### Бягство
Гражданската гвардия открива местоположението му и при сблъсък в планината успява да го рани. Бернабе успява да избяга и най-големият му син решава да го придружи, за да не се налага да влиза в армията за да отбива задължителна военна служба.
Местни земевладелци и собственици са отвлечени за бързи откупи, които помагат да се поддържа необходимото финансиране за партизаните. Дългоочакваната намеса на Съюзниците води до създаването през 1945 г. на Националната хунта на антифашистките партизани с членове без идеологическо разграничение. През 1946 г. е създаден Алиансът на демократичните сили под командването на Бернабе, където той става известен като „командир Абрил“.
Бернабе се опитва да обедини бойците въпреки политическите им различия, постигайки голяма сплотеност сред хората си, но неговите либертариански идеи не съвпадат с линията, следвана от друг партизански лидер от Комунистическа партия на Испания, Пабло Перес Идалго. Разногласията между двамата водят до разделяне на силите. Бернабе и хората му се установяват в района на Кадис, Пабло и хората му отиват в Малага.
През 1947 г. Указът-закон за потушаване на бандитизма и тероризма установява лозунга на "Закона за бягствата", изостряйки борбата срещу партизаните и техните поддръжници. Гражданската гвардия има свобода да екзекутира всеки, заподозрян в подкрепа на партизаните и разбира се, самите партизани. Създадени са и известните двойници, които се състоят от групи гражданска гвардия, преструващи се на партизани, носещи оръжия и дрехи, подобни на тези в планината. Тяхната мисия е да разобличи връзките и да дискредитира истинските партизани чрез провеждане на непопулярни акции сред населението. През 1949 г. е създадена "Agrupación Fermín Galán", която обединява партиите в района. Бернабе е избран за ръководител на Асоциацията, а Пабло Перес Идалго за ръководител на Генералния щаб. 

### Смърт
Твърди се, че Франсиско Фернандес Корнехо "Ларго Майо" е напуснал лагера в търсене на провизии, но е дезертирал и се е появил в казармите на Гражданската гвардия, търсейки обещанието за помилване, ако предаде другарите си. "Ларго Майо" е облечен като гвардеец и с тях той повежда силите към лагера на Бернабе.
На 30 декември 1949 г. те чакат до зори, след като обкръжават лагера, където нощуват шестима партизани. Бомбите и изстрелите на двадесетте гвардейци убиват Хуан Руис Уеркано при първата атака и раняват Бернабе, който прикрива оттеглянето на оцелелите, включително сина му и се задържа там до смъртта си. Двадесет и три дупки от куршуми има по тялото му, когато го намират. Телата на двамата мъртви партизани са натоварени на муле и пред очите на целия град са изхвърлени в района на гробището Медина Сидония.